# Biegi narciarskie na Zimowych Igrzyskach Olimpijskich 2022 – sztafeta kobiet
Sztafeta kobiet na Zimowych Igrzyskach Olimpijskich 2022 odbyła się 12 lutego na Zhangjiakou National Cross-Country Skiing Centre w Zhangjiakou.
Mistrzyniami olimpijskimi zostały reprezentantki Rosyjskiego Komitetu Olimpijskiego w składzie: Julija Stupak, Natalja Nieprjajewa, Tatjana Sorina, Wieronika Stiepanowa, srebrnymi medalistkami zostały Niemki (Katherine Sauerbrey, Katharina Hennig, Victoria Carl, Sofie Krehl), a brąz zdobyły Szwedki reprezentowane przez Maję Dahlqvist, Ebbę Andersson, Fridę Karlsson oraz Jonnę Sundling.
Polska sztafeta w składzie Izabela Marcisz, Monika Skinder, Weronika Kaleta, Karolina Kukuczka zajęła 14. miejsce.

## Terminarz
| Data      | Konkurencja | Godzina rozpoczęcia | Godzina rozpoczęcia |
| Data      | Konkurencja | UTC+08:00           | CET                 |
| --------- | ----------- | ------------------- | ------------------- |
| 12 lutego | Finał       | 15:30               | 08:30               |

## Wyniki
| Miejsce | Bib | Reprezentacja               | Zawodniczki                                                                   | Czas zawodniczki                | Czas drużyny | Strata  |
| ------- | --- | --------------------------- | ----------------------------------------------------------------------------- | ------------------------------- | ------------ | ------- |
| 01 !    | 2   | Rosyjski Komitet Olimpijski | Julija Stupak Natalja Nieprjajewa Tatjana Sorina Wieronika Stiepanowa         | 14:21,3 14:06,4 12:39,2 12:34,1 | 53:41,0      | —       |
| 02 !    | 5   | Niemcy                      | Katherine Sauerbrey Katharina Hennig Victoria Carl Sofie Krehl                | 14:22,8 14:00,6 12:38,5 12:57,3 | 53:59,2      | +18,2   |
| 03 !    | 6   | Szwecja                     | Maja Dahlqvist Ebba Andersson Frida Karlsson Jonna Sundling                   | 14:41,1 14:07,3 12:48,5 12:24,8 | 54:01,7      | +20,7   |
| 4.      | 3   | Finlandia                   | Anne Kyllönen Johanna Matintalo Kerttu Niskanen Krista Pärmäkoski             | 14:33,9 14:15,0 12:31,1 12:42,2 | 54:02,2      | +21,2   |
| 5.      | 1   | Norwegia                    | Tiril Udnes Weng Therese Johaug Helene Marie Fossesholm Ragnhild Haga         | 14:48,4 13:57,8 12:30,4 12:53,2 | 54:09,8      | +28,8   |
| 6.      | 4   | Stany Zjednoczone           | Hailey Swirbul Rosie Brennan Novie McCabe Jessica Diggins                     | 14:46,0 14:13,8 12:59,7 13:09,7 | 55:09,2      | +1:28,2 |
| 7.      | 7   | Szwajcaria                  | Laurien van der Graaff Nadine Fähndrich Nadja Kälin Alina Meier               | 14:45,2 14:12,9 13:38,5 14:04,9 | 56:41,5      | +3:00,5 |
| 8.      | 18  | Włochy                      | Anna Comarella Caterina Ganz Martina Di Centa Lucia Scardoni                  | 15:28,1 15:11,4 13:17,9 13:23,1 | 57:20,5      | +3:39,5 |
| 9.      | 9   | Kanada                      | Katherine Stewart-Jones Dahria Beatty Cendrine Browne Olivia Bouffard-Nesbitt | 15:04,5 15:01,6 13:17,0 13:57,8 | 57:20,9      | +3:39,9 |
| 10.     | 16  | Chińska Republika Ludowa    | Chi Chunxue Li Xin Jialin Bayani Ma Qinghua                                   | 15:02,9 15:15,9 13:39,5 13:51,4 | 57:49,7      | +4:08,7 |
| 11.     | 10  | Japonia                     | Masako Ishida Masae Tsuchiya Chika Kobayashi Miki Kodama                      | 14:33,6 15:53,9 13:59,8 14:13,3 | 58:40,6      | +4:59,6 |
| 12.     | 17  | Francja                     | Léna Quintin Delphine Claudel Flora Dolci Mélissa Gal                         | 16:06,6 15:23,8 13:23,6 14:09,9 | 59:03,9      | +5:22,9 |
| 13.     | 8   | Czechy                      | Tereza Beranová Petra Nováková Kateřina Janatová Petra Hynčicová              | 17:08,7 15:27,8 13:14,6 13:41,5 | 59:32,6      | +5:51,6 |
| 14.     | 12  | Polska                      | Izabela Marcisz Monika Skinder Weronika Kaleta Karolina Kukuczka              | 15:24,8 16:01,4 14:24,8 14:30,5 | 1:00:21,5    | +6:40,5 |
| 15.     | 11  | Kazachstan                  | Ksienija Szałygina Angielina Szuryga Nadieżda Stiepaszkina Irina Bykowa       | 15:51,3 16:00,4 14:12,0 15:11,7 | 1:01:15,4    | +7:34,4 |
| 16.     | 14  | Estonia                     | Kaidy Kaasiku Merlii Mariel Keidy Kaasiku Aveli Uustalu                       | 15:45,5 15:38,9 14:02,2 15:52,3 | 1:01:18,9    | +7:37,9 |
| 17.     | 15  | Łotwa                       | Patrīcija Eiduka Kitija Auziņa Baiba Bendika Samanta Krampe                   | 15:20,8 16:11,0 13:11,8 16:37,0 | 1:01:20,6    | +7:39,6 |
| 18.     | 13  | Ukraina                     | Wiktorija Ołech Waliancina Kaminska Maryna Ancybor Darja Rublowa              | 17:55,5 LAP                     | LAP          | +9      |